# بهشت‌آباد (انار)
بهشت‌آباد (انار)، روستایی از توابع بخش انار شهرستان انار در استان کرمان ایران است.

## جمعیت
این روستا در دهستان بیاض قرار دارد و براساس سرشماری مرکز آمار ایران در سال ۱۳۸۵، جمعیت آن ۷۰۴ نفر (۱۸۶خانوار) بوده‌است.